# Élections départementales de 2015 dans les Yvelines
Les élections départementales de 2015 dans les Yvelines ont lieu les 22 et 29 mars. La droite, menée par Pierre Bédier (UMP), remporte l'intégralité des sièges au conseil départemental, avec plus de 68 % des voix au second tour.

## Contexte départemental

### Assemblée départementale sortante
Avant les élections, le conseil général des Yvelines est présidé par Pierre Bédier (UMP). Il comprend 39 conseillers généraux issus des 39 cantons des Yvelines. Après le redécoupage cantonal de 2014, ce sont 42 conseillers départementaux par paire homme-femme qui seront élus au sein des 21 nouveaux cantons des Yvelines.
| Parti                                       | Sigle | Sigle | Élus |
| ------------------------------------------- | ----- | ----- | ---- |
| Majorité (28 sièges)                        |       |       |      |
| Union pour un mouvement populaire           |       | UMP   | 19   |
| Divers droite                               |       | DVD   | 4    |
| Union des démocrates et indépendants        |       | UDI   | 2    |
| Parti chrétien-démocrate                    |       | PCD   | 2    |
| Centre national des indépendants et paysans |       | CNIP  | 1    |
| Opposition (11 sièges)                      |       |       |      |
| Parti socialiste                            |       | PS    | 8    |
| Parti communiste français                   |       | PCF   | 1    |
| Europe Écologie Les Verts                   |       | EÉLV  | 1    |
| Divers gauche                               |       | DVG   | 1    |
| Président du conseil général                |       |       |      |
| Pierre Bédier (UMP)                         |       |       |      |

### Assemblée départementale élue
| Parti                                       | Sigle | Sigle | Élus |
| ------------------------------------------- | ----- | ----- | ---- |
| Majorité (42 sièges)                        |       |       |      |
| Union pour un mouvement populaire           |       | UMP   | 32   |
| Union des démocrates et indépendants        |       | UDI   | 5    |
| Parti chrétien-démocrate                    |       | PCD   | 2    |
| Divers droite                               |       | DVD   | 2    |
| Centre national des indépendants et paysans |       | CNIP  | 1    |
| Président du conseil départemental          |       |       |      |
| Pierre Bédier (UMP)                         |       |       |      |

## Résultats à l'échelle du département

### Résultats par nuances du ministère de l'Intérieur
Les nuances utilisées par le ministère de l'Intérieur ne tiennent pas compte des alliances locales.
| Binômes     | Binômes            | Premier tour | Premier tour | Second tour | Second tour | Sièges |
| Binômes     | Binômes            | Voix         | %            | Voix        | %           | Sièges |
| ----------- | ------------------ | ------------ | ------------ | ----------- | ----------- | ------ |
|             | Union de la droite | 88 110       | 21,17        | 124 612     | 33,64       | 22     |
|             | UMP                | 72 120       | 17,32        | 100 839     | 27,22       | 16     |
|             | DVD                | 27 877       | 6,70         | 28 071      | 7,58        | 4      |
|             | DLF                | 6 462        | 1,55         |             |             |        |
|             | UDI                | 1 180        | 0,28         |             |             |        |
| Droite      | Droite             | 195 749      | 47,02        | 253 522     | 68,44       | 42     |
|             |                    |              |              |             |             |        |
|             | PS                 | 70 293       | 16,89        | 62 318      | 16,82       | 0      |
|             | DVG                | 33 961       | 8,16         |             |             |        |
|             | EÉLV               | 8 866        | 2,13         |             |             |        |
|             | Union de la gauche | 7 327        | 1,76         | 10 715      | 2,89        | 0      |
|             | FG                 | 6 635        | 1,59         |             |             |        |
|             | PCF                | 3 004        | 0,72         |             |             |        |
|             | PG                 | 913          | 0,22         |             |             |        |
| Gauche      | Gauche             | 130 999      | 31,47        | 73 033      | 19,71       | 0      |
|             |                    |              |              |             |             |        |
|             | FN                 | 84 229       | 20,23        | 43 914      | 11,85       | 0      |
|             |                    |              |              |             |             |        |
|             | Divers             | 5 305        | 1,27         |             |             |        |
|             |                    |              |              |             |             |        |
| Inscrits    | Inscrits           | 949 891      | 100,00       | 949 909     | 100,00      |        |
| Abstentions | Abstentions        | 519 343      | 54,67        | 546 310     | 57,51       |        |
| Votants     | Votants            | 430 548      | 45,33        | 403 599     | 42,49       |        |
| Blancs      | Blancs             | 10 241       | 2,38         | 23 971      | 5,94        |        |
| Nuls        | Nuls               | 4 025        | 0,93         | 9 159       | 2,27        |        |
| Exprimés    | Exprimés           | 416 282      | 96,69        | 370 469     | 91,79       |        |

### Résultats par canton
| Canton                     | Conseiller sortant   | Parti                     | Parti       | Conseiller élu         | Parti           | Parti           |
| -------------------------- | -------------------- | ------------------------- | ----------- | ---------------------- | --------------- | --------------- |
| Andrésy                    | Joël Tissier*        |                           | EÉLV        | Canton supprimé        | Canton supprimé | Canton supprimé |
| Aubergenville              | Serge Thibaut*       |                           | UMP         | Laurent Richard        |                 | UMP             |
| Aubergenville              | Serge Thibaut*       | Pauline Winocour-Lefèvre  | UMP         |                        | UMP             |                 |
| Bonnières-sur-Seine        | Didier Jouy          |                           | UMP         | Josette Jean           |                 | UMP             |
| Bonnières-sur-Seine        | Didier Jouy          | Didier Jouy               | UMP         |                        | UMP             |                 |
| La Celle-Saint-Cloud       | Olivier Delaporte*   |                           | UMP         | Canton supprimé        | Canton supprimé | Canton supprimé |
| Chatou                     | Ghislain Fournier    |                           | UMP         | Ghislain Fournier      |                 | UMP             |
| Chatou                     | Ghislain Fournier    | Marcelle Gorguès          | UMP         |                        | UMP             |                 |
| Le Chesnay                 | Philippe Brillault   |                           | CNIP        | Philippe Brillault     |                 | CNIP            |
| Le Chesnay                 | Philippe Brillault   | Sylvie d'Estève           | CNIP        |                        | UMP             |                 |
| Chevreuse                  | Yves Vandewalle      |                           | UMP         | Canton supprimé        | Canton supprimé | Canton supprimé |
| Conflans-Sainte-Honorine   | Fanny Ervera*        |                           | PS          | Catherine Arenou       |                 | UMP             |
| Conflans-Sainte-Honorine   | Fanny Ervera*        | Laurent Brosse            | PS          |                        | UMP             |                 |
| Guerville                  | Maryse Di Bernardo   |                           | DVD         | Canton supprimé        | Canton supprimé | Canton supprimé |
| Houilles                   | Alexandre Joly       |                           | DVD         | Nicole Bristol         |                 | UMP             |
| Houilles                   | Alexandre Joly       | Alexandre Joly            | DVD         |                        | DVD             |                 |
| Houdan                     | Josette Jean         |                           | UMP         | Canton supprimé        | Canton supprimé | Canton supprimé |
| Limay                      | Jacques Saint-Amaux* |                           | PCF         | Cécile Dumoulin        |                 | UMP             |
| Limay                      | Jacques Saint-Amaux* | Guy Muller                | PCF         |                        | UMP             |                 |
| Maisons-Laffitte           | Joël Desjardins*     |                           | DVD         | Canton supprimé        | Canton supprimé | Canton supprimé |
| Mantes-la-Jolie            | Pierre Bédier        |                           | UMP         | Pierre Bédier          |                 | UMP             |
| Mantes-la-Jolie            | Pierre Bédier        | Marie-Célie Guillaume     | UMP         |                        | UDI             |                 |
| Mantes-la-Ville            | André Sylvestre*     |                           | PS          | Canton supprimé        | Canton supprimé | Canton supprimé |
| Marly-le-Roi               | Pierre Lequiller*    |                           | UMP         | Canton supprimé        | Canton supprimé | Canton supprimé |
| Maurepas                   | Ismaïla Wane         |                           | PS          | Alexandra Rosetti      |                 | UDI             |
| Maurepas                   | Ismaïla Wane         | Yves Vandewalle           | PS          |                        | UMP             |                 |
| Meulan-en-Yvelines         | Michel Vignier       |                           | PS          | Canton supprimé        | Canton supprimé | Canton supprimé |
| Montfort-l'Amaury          | Hervé Planchenault*  |                           | UMP         | Canton supprimé        | Canton supprimé | Canton supprimé |
| Montigny-le-Bretonneux     | François Deligné     |                           | PS          | Michel Laugier         |                 | UMP             |
| Montigny-le-Bretonneux     | François Deligné     | Laurence Trochu           | PS          |                        | UMP             |                 |
| Les Mureaux                | Canton créé          | Canton créé               | Canton créé | Yann Scotte            |                 | UMP             |
| Les Mureaux                | Canton créé          | Canton créé               | Canton créé | Cécile Zammit-Popescu  |                 | UMP             |
| Le Pecq                    | Daniel Level*        |                           | UMP         | Canton supprimé        | Canton supprimé | Canton supprimé |
| Plaisir                    | Jean-Michel Gourdon* |                           | PS          | Bertrand Coquard       |                 | UDI             |
| Plaisir                    | Jean-Michel Gourdon* | Joséphine Kollmannsberger | PS          |                        | UMP             |                 |
| Poissy-Nord                | Jean-François Raynal |                           | UMP         | Canton supprimé        | Canton supprimé | Canton supprimé |
| Poissy-Sud                 | Karl Olive           |                           | UMP         | Canton supprimé        | Canton supprimé | Canton supprimé |
| Poissy                     | Canton créé          | Canton créé               | Canton créé | Karl Olive             |                 | UMP             |
| Poissy                     | Canton créé          | Canton créé               | Canton créé | Élodie Sornay          |                 | UMP             |
| Rambouillet                | Christine Boutin     |                           | PCD         | Georges Bénizé         |                 | UMP             |
| Rambouillet                | Christine Boutin     | Christine Boutin          | PCD         |                        | PCD             |                 |
| Saint-Arnoult-en-Yvelines  | Jean-Louis Barth*    |                           | DVG         | Canton supprimé        | Canton supprimé | Canton supprimé |
| Saint-Cyr-l'École          | Jean-Philippe Mallé  |                           | PS          | Philippe Benassaya     |                 | UMP             |
| Saint-Cyr-l'École          | Jean-Philippe Mallé  | Sonia Brau                | PS          |                        | UDI             |                 |
| Saint-Germain-en-Laye-Nord | Maurice Solignac*    |                           | UMP         | Canton supprimé        | Canton supprimé | Canton supprimé |
| Saint-Germain-en-Laye-Sud  | Philippe Pivert      |                           | UDI         | Canton supprimé        | Canton supprimé | Canton supprimé |
| Saint-Germain-en-Laye      | Canton créé          | Canton créé               | Canton créé | Élisabeth Guyard       |                 | UMP             |
| Saint-Germain-en-Laye      | Canton créé          | Canton créé               | Canton créé | Philippe Pivert        |                 | UDI             |
| Saint-Nom-la-Bretèche      | Michel Colin*        |                           | UDI         | Canton supprimé        | Canton supprimé | Canton supprimé |
| Sartrouville               | Pierre Fond          |                           | UMP         | Pierre Fond            |                 | UMP             |
| Sartrouville               | Pierre Fond          | Janick Gehin              | UMP         |                        | UMP             |                 |
| Trappes                    | Jeanine Mary         |                           | PS          | Anne Capiaux           |                 | UMP             |
| Trappes                    | Jeanine Mary         | Jean-Michel Fourgous      | PS          |                        | UMP             |                 |
| Triel-sur-Seine            | Philippe Tautou*     |                           | UMP         | Canton supprimé        | Canton supprimé | Canton supprimé |
| Vélizy-Villacoublay        | Joël Loison*         |                           | UMP         | Canton supprimé        | Canton supprimé | Canton supprimé |
| Verneuil-sur-Seine         | Canton créé          | Canton créé               | Canton créé | Hélène Brioix-Feuchet  |                 | UMP             |
| Verneuil-sur-Seine         | Canton créé          | Canton créé               | Canton créé | Jean-François Raynal   |                 | UMP             |
| Le Vésinet                 | Jean-François Bel*   |                           | UMP         | Canton supprimé        | Canton supprimé | Canton supprimé |
| Versailles-Nord            | Alain Schmitz*       |                           | UMP         | Canton supprimé        | Canton supprimé | Canton supprimé |
| Versailles-Nord-Ouest      | Olivier de La Faire  |                           | PCD         | Canton supprimé        | Canton supprimé | Canton supprimé |
| Versailles-Sud             | Marie-Hélène Aubert  |                           | DVD         | Canton supprimé        | Canton supprimé | Canton supprimé |
| Versailles-1               | Canton créé          | Canton créé               | Canton créé | Claire Chagnaud-Forain |                 | UMP             |
| Versailles-1               | Canton créé          | Canton créé               | Canton créé | Olivier de La Faire    |                 | PCD             |
| Versailles-2               | Canton créé          | Canton créé               | Canton créé | Marie-Hélène Aubert    |                 | DVD             |
| Versailles-2               | Canton créé          | Canton créé               | Canton créé | Olivier Lebrun         |                 | UMP             |
| Viroflay                   | Olivier Lebrun       |                           | UMP         | Canton supprimé        | Canton supprimé | Canton supprimé |

* Conseillers généraux sortants ne se représentant pas

## Résultats par canton

### Canton d'Aubergenville
| Candidats            | Candidats                | Partis      | Partis      | Premier tour | Premier tour | Second tour | Second tour |
| Candidats            | Candidats                | Partis      | Partis      | Voix         | %            | Voix        | %           |
| -------------------- | ------------------------ | ----------- | ----------- | ------------ | ------------ | ----------- | ----------- |
| 1                    | Élodie Babin             |             | FN          | 5 323        | 23,49        | 5 339       | 25,29       |
| 1                    | Aleksandar Nikolic       |             | FN          | 5 323        | 23,49        | 5 339       | 25,29       |
| 2                    | Laurent Richard*         |             | UMP         | 9 944        | 43,89        | 15 770      | 74,71       |
| 2                    | Pauline Winocour Lefevre |             | UMP         | 9 944        | 43,89        | 15 770      | 74,71       |
| 3                    | Thierry Dolléans         |             | EÉLV        | 2 699        | 11,91        |             |             |
| 3                    | Peggy Promeneur          |             | EÉLV        | 2 699        | 11,91        |             |             |
| 4                    | Robert Gronoff           |             | DLF         | 963          | 4,25         |             |             |
| 4                    | Léa Ly Thai Bach         |             | DLF         | 963          | 4,25         |             |             |
| 5                    | Rémi Bourgeolet          |             | PS          | 3 729        | 16,46        |             |             |
| 5                    | Cécile Roux              |             | PS          | 3 729        | 16,46        |             |             |
|                      |                          |             |             |              |              |             |             |
| Inscrits             | Inscrits                 | Inscrits    | Inscrits    | 48 632       | 100,00       | 48 639      | 100,00      |
| Abstentions          | Abstentions              | Abstentions | Abstentions | 25 029       | 51,47        | 25 465      | 52,36       |
| Votants              | Votants                  | Votants     | Votants     | 23 603       | 48,53        | 23 174      | 47,64       |
| Blancs               | Blancs                   | Blancs      | Blancs      | 719          | 3,05         | 1 580       | 6,82        |
| Nuls                 | Nuls                     | Nuls        | Nuls        | 226          | 0,96         | 485         | 2,09        |
| Exprimés             | Exprimés                 | Exprimés    | Exprimés    | 22 658       | 96           | 21 109      | 91,09       |
| * conseiller sortant |                          |             |             |              |              |             |             |

### Canton de Bonnières-sur-Seine
| Candidats            | Candidats              | Partis      | Partis      | Premier tour | Premier tour | Second tour | Second tour |
| Candidats            | Candidats              | Partis      | Partis      | Voix         | %            | Voix        | %           |
| -------------------- | ---------------------- | ----------- | ----------- | ------------ | ------------ | ----------- | ----------- |
| 1                    | César Bastille         |             | PS          | 2 905        | 14,29        |             |             |
| 1                    | Monique Saul           |             | PS          | 2 905        | 14,29        |             |             |
| 2                    | Angeline Chale Terrats |             | SE          | 1 868        | 9,19         |             |             |
| 2                    | Julien Rivière         |             | SE          | 1 868        | 9,19         |             |             |
| 3                    | Alexandre Delport      |             | SIEL        | 6 639        | 32,67        | 7 427       | 37,79       |
| 3                    | Gaëtane Raudin         |             | SIEL        | 6 639        | 32,67        | 7 427       | 37,79       |
| 4                    | Kevin Conil            |             | DLF         | 687          | 3,38         |             |             |
| 4                    | Anne Gronoff           |             | DLF         | 687          | 3,38         |             |             |
| 5                    | Claude Jaeger          |             | FG          | 1 633        | 8,03         |             |             |
| 5                    | Bernard Récamier       |             | EÉLV        | 1 633        | 8,03         |             |             |
| 6                    | Josette Jean*          |             | UMP         | 6 592        | 32,43        | 12 228      | 62,21       |
| 6                    | Didier Jouy            |             | UMP         | 6 592        | 32,43        | 12 228      | 62,21       |
|                      |                        |             |             |              |              |             |             |
| Inscrits             | Inscrits               | Inscrits    | Inscrits    | 42 488       | 100,00       | 42 527      | 100,00      |
| Abstentions          | Abstentions            | Abstentions | Abstentions | 21 341       | 50,23        | 21 060      | 49,52       |
| Votants              | Votants                | Votants     | Votants     | 21 147       | 49,77        | 21 467      | 50,48       |
| Blancs               | Blancs                 | Blancs      | Blancs      | 604          | 2,86         | 1 367       | 6,37        |
| Nuls                 | Nuls                   | Nuls        | Nuls        | 219          | 1,04         | 445         | 2,07        |
| Exprimés             | Exprimés               | Exprimés    | Exprimés    | 20 324       | 96,11        | 19 655      | 91,56       |
| * conseiller sortant |                        |             |             |              |              |             |             |

### Canton de Chatou
| Candidats            | Candidats              | Partis      | Partis      | Premier tour | Premier tour | Second tour | Second tour |
| Candidats            | Candidats              | Partis      | Partis      | Voix         | %            | Voix        | %           |
| -------------------- | ---------------------- | ----------- | ----------- | ------------ | ------------ | ----------- | ----------- |
| 1                    | Christiane Gadé        |             | FN          | 3 788        | 15,37        |             |             |
| 1                    | Nicolas Michaux        |             | FN          | 3 788        | 15,37        |             |             |
| 2                    | Ghislain Fournier*     |             | UMP         | 13 696       | 55,58        | 15 293      | 73          |
| 2                    | Marcelle Gorgues       |             | UMP         | 13 696       | 55,58        | 15 293      | 73          |
| 3                    | Marie-Françoise Darras |             | EÉLV        | 2 330        | 9,46         |             |             |
| 3                    | José Tomas             |             | EÉLV        | 2 330        | 9,46         |             |             |
| 4                    | Jean-Claude Merle      |             | PCF         | 816          | 3,31         |             |             |
| 4                    | Michèle Tachot         |             | PCF         | 816          | 3,31         |             |             |
| 5                    | Catherine Coicadan     |             | PS          | 4 013        | 16,28        | 5 655       | 27          |
| 5                    | André Michel           |             | PS          | 4 013        | 16,28        | 5 655       | 27          |
|                      |                        |             |             |              |              |             |             |
| Inscrits             | Inscrits               | Inscrits    | Inscrits    | 55 280       | 100,00       | 55 280      | 100,00      |
| Abstentions          | Abstentions            | Abstentions | Abstentions | 29 888       | 54,07        | 33 198      | 60,05       |
| Votants              | Votants                | Votants     | Votants     | 25 392       | 45,93        | 22 082      | 39,95       |
| Blancs               | Blancs                 | Blancs      | Blancs      | 558          | 2,2          | 761         | 3,45        |
| Nuls                 | Nuls                   | Nuls        | Nuls        | 191          | 0,75         | 373         | 1,69        |
| Exprimés             | Exprimés               | Exprimés    | Exprimés    | 24 643       | 97,05        | 20 948      | 94,86       |
| * conseiller sortant |                        |             |             |              |              |             |             |

### Canton du Chesnay
| Candidats            | Candidats             | Partis      | Partis      | Premier tour | Premier tour | Second tour | Second tour |
| Candidats            | Candidats             | Partis      | Partis      | Voix         | %            | Voix        | %           |
| -------------------- | --------------------- | ----------- | ----------- | ------------ | ------------ | ----------- | ----------- |
| 1                    | Claude Le Glatin      |             | PCF         | 629          | 2,66         |             |             |
| 1                    | Catherine Radix       |             | PCF         | 629          | 2,66         |             |             |
| 2                    | Pierre Basdevant      |             | PS          | 3 719        | 15,74        | 4 713       | 23,66       |
| 2                    | Marie-Pierre Delaigue |             | PS          | 3 719        | 15,74        | 4 713       | 23,66       |
| 3                    | Marie Durand-Smet     |             | DVD         | 3 387        | 14,33        |             |             |
| 3                    | Bruno Hamon           |             | DVD         | 3 387        | 14,33        |             |             |
| 4                    | Philippe Brillault*   |             | CNIP        | 12 191       | 51,58        | 15 205      | 76,34       |
| 4                    | Sylvie d'Esteve       |             | UMP         | 12 191       | 51,58        | 15 205      | 76,34       |
| 5                    | Xavier Harismendy     |             | FN          | 3 709        | 15,69        |             |             |
| 5                    | Thérèse Mulliez       |             | FN          | 3 709        | 15,69        |             |             |
|                      |                       |             |             |              |              |             |             |
| Inscrits             | Inscrits              | Inscrits    | Inscrits    | 53 347       | 100,00       | 53 343      | 100,00      |
| Abstentions          | Abstentions           | Abstentions | Abstentions | 29 127       | 54,6         | 32 120      | 60,21       |
| Votants              | Votants               | Votants     | Votants     | 24 220       | 45,4         | 21 223      | 39,79       |
| Blancs               | Blancs                | Blancs      | Blancs      | 446          | 1,84         | 914         | 4,31        |
| Nuls                 | Nuls                  | Nuls        | Nuls        | 139          | 0,57         | 391         | 1,84        |
| Exprimés             | Exprimés              | Exprimés    | Exprimés    | 23 635       | 97,58        | 19 918      | 93,85       |
| * conseiller sortant |                       |             |             |              |              |             |             |

### Canton de Conflans-Sainte-Honorine
| Candidats   | Candidats         | Partis      | Partis      | Premier tour | Premier tour | Second tour | Second tour |
| Candidats   | Candidats         | Partis      | Partis      | Voix         | %            | Voix        | %           |
| ----------- | ----------------- | ----------- | ----------- | ------------ | ------------ | ----------- | ----------- |
| 1           | Catherine Arenou  |             | UMP         | 6 543        | 37,31        | 9 232       | 58,43       |
| 1           | Laurent Brosse    |             | UMP         | 6 543        | 37,31        | 9 232       | 58,43       |
| 2           | Jean-Marc Garcia  |             | FG          | 2 421        | 13,81        |             |             |
| 2           | Annie Minarik     |             | FG          | 2 421        | 13,81        |             |             |
| 3           | Pascale Desnoyers |             | PS          | 4 479        | 25,54        | 6 567       | 41,57       |
| 3           | Christophe Paris  |             | PS          | 4 479        | 25,54        | 6 567       | 41,57       |
| 4           | Karyne Gaudin     |             | FN          | 4 094        | 23,34        |             |             |
| 4           | Luc Sommeyre      |             | FN          | 4 094        | 23,34        |             |             |
|             |                   |             |             |              |              |             |             |
| Inscrits    | Inscrits          | Inscrits    | Inscrits    | 41 567       | 100,00       | 41 565      | 100,00      |
| Abstentions | Abstentions       | Abstentions | Abstentions | 23 349       | 56,17        | 24 465      | 58,86       |
| Votants     | Votants           | Votants     | Votants     | 18 218       | 43,83        | 17 100      | 41,14       |
| Blancs      | Blancs            | Blancs      | Blancs      | 461          | 2,53         | 888         | 5,19        |
| Nuls        | Nuls              | Nuls        | Nuls        | 220          | 1,21         | 413         | 2,42        |
| Exprimés    | Exprimés          | Exprimés    | Exprimés    | 17 537       | 96,26        | 15 799      | 92,39       |

### Canton de Houilles
| Candidats   | Candidats           | Partis      | Partis      | Premier tour | Premier tour | Second tour | Second tour |
| Candidats   | Candidats           | Partis      | Partis      | Voix         | %            | Voix        | %           |
| ----------- | ------------------- | ----------- | ----------- | ------------ | ------------ | ----------- | ----------- |
| 1           | Claire Coueignas    |             | DLF         | 476          | 2,65         |             |             |
| 1           | Denis Le Doare      |             | DLF         | 476          | 2,65         |             |             |
| 2           | Jean-Pierre Bastide |             | EÉLV        | 1 313        | 7,30         |             |             |
| 2           | Wunrei Jung         |             | EÉLV        | 1 313        | 7,30         |             |             |
| 3           | Nicole Bristol      |             | UMP         | 6 124        | 34,05        | 9 862       | 64,31       |
| 3           | Alexandre Joly      |             | DVD         | 6 124        | 34,05        | 9 862       | 64,31       |
| 4           | Martine Cret        |             | PCF         | 1 135        | 6,31         |             |             |
| 4           | Olivier Megret      |             | PCF         | 1 135        | 6,31         |             |             |
| 5           | Mathilde Androuët   |             | FN          | 2 888        | 16,06        |             |             |
| 5           | Maxime Gicquel      |             | FN          | 2 888        | 16,06        |             |             |
| 6           | Nazim Djebbari      |             | UMP         | 2 690        | 14,96        |             |             |
| 6           | Marie-Ange Dussous  |             | UMP         | 2 690        | 14,96        |             |             |
| 7           | Marie Chantal Dupla |             | PS          | 3 360        | 18,68        | 5 473       | 35,69       |
| 7           | Sylvain Thialon     |             | PS          | 3 360        | 18,68        | 5 473       | 35,69       |
|             |                     |             |             |              |              |             |             |
| Inscrits    | Inscrits            | Inscrits    | Inscrits    | 40 582       | 100,00       | 40 583      | 100,00      |
| Abstentions | Abstentions         | Abstentions | Abstentions | 22 105       | 54,47        | 24 118      | 59,43       |
| Votants     | Votants             | Votants     | Votants     | 18 477       | 45,53        | 16 465      | 40,57       |
| Blancs      | Blancs              | Blancs      | Blancs      | 326          | 1,76         | 767         | 4,66        |
| Nuls        | Nuls                | Nuls        | Nuls        | 165          | 0,89         | 363         | 2,2         |
| Exprimés    | Exprimés            | Exprimés    | Exprimés    | 17 986       | 97,34        | 15 335      | 93,14       |

### Canton de Limay
| Candidats            | Candidats               | Partis      | Partis      | Premier tour | Premier tour | Second tour | Second tour |
| Candidats            | Candidats               | Partis      | Partis      | Voix         | %            | Voix        | %           |
| -------------------- | ----------------------- | ----------- | ----------- | ------------ | ------------ | ----------- | ----------- |
| 1                    | Cécile Dumoulin         |             | UMP         | 4 571        | 28,09        | 9 151       | 61,1        |
| 1                    | Guy Muller              |             | UMP         | 4 571        | 28,09        | 9 151       | 61,1        |
| 2                    | Monique Fuhrer-Moguerou |             | FN          | 4 409        | 27,10        | 5 825       | 38,9        |
| 2                    | François Siméoni        |             | FN          | 4 409        | 27,10        | 5 825       | 38,9        |
| 3                    | Amitis Messdaghi        |             | DVG         | 4 152        | 25,52        |             |             |
| 3                    | Éric Roulot             |             | DVG         | 4 152        | 25,52        |             |             |
| 4                    | Maryse Di Bernardo*     |             | DVD         | 2 205        | 13,55        |             |             |
| 4                    | Jean Lemaire            |             | DVD         | 2 205        | 13,55        |             |             |
| 5                    | Marc Ferry              |             | DVD         | 935          | 5,75         |             |             |
| 5                    | Stéphanie Pilorget      |             | DVD         | 935          | 5,75         |             |             |
|                      |                         |             |             |              |              |             |             |
| Inscrits             | Inscrits                | Inscrits    | Inscrits    | 36 678       | 100,00       | 36 678      | 100,00      |
| Abstentions          | Abstentions             | Abstentions | Abstentions | 19 732       | 53,8         | 20 040      | 54,64       |
| Votants              | Votants                 | Votants     | Votants     | 16 946       | 46,2         | 16 638      | 45,36       |
| Blancs               | Blancs                  | Blancs      | Blancs      | 486          | 2,87         | 1 190       | 7,15        |
| Nuls                 | Nuls                    | Nuls        | Nuls        | 188          | 1,11         | 472         | 2,84        |
| Exprimés             | Exprimés                | Exprimés    | Exprimés    | 16 272       | 96,02        | 14 976      | 90,01       |
| * conseiller sortant |                         |             |             |              |              |             |             |

### Canton de Mantes-la-Jolie
| Candidats            | Candidats                   | Partis      | Partis      | Premier tour | Premier tour | Second tour | Second tour |
| Candidats            | Candidats                   | Partis      | Partis      | Voix         | %            | Voix        | %           |
| -------------------- | --------------------------- | ----------- | ----------- | ------------ | ------------ | ----------- | ----------- |
| 1                    | Didier Gauvreau             |             | PCF         | 424          | 2,52         |             |             |
| 1                    | Armelle Hervé               |             | PCF         | 424          | 2,52         |             |             |
| 2                    | Pierre Dejean               |             | PG          | 913          | 5,43         |             |             |
| 2                    | Christine Sylva             |             | PG          | 913          | 5,43         |             |             |
| 3                    | Monique Geneix              |             | FN          | 4 861        | 28,92        | 5 642       | 33,39       |
| 3                    | Cyril Nauth                 |             | FN          | 4 861        | 28,92        | 5 642       | 33,39       |
| 4                    | Laurent Lanyi               |             | DVG         | 348          | 2,07         |             |             |
| 4                    | Sandra Lebey                |             | DVG         | 348          | 2,07         |             |             |
| 5                    | Bernard Lacorre             |             | SE          | 128          | 0,76         |             |             |
| 5                    | Antoinette Lordel           |             | SE          | 128          | 0,76         |             |             |
| 6                    | Arlette Coulombe            |             | SE          | 86           | 0,51         |             |             |
| 6                    | Jean-Pierre Coulombe        |             | SE          | 86           | 0,51         |             |             |
| 7                    | Yasser Amri                 |             | PS          | 4 165        | 24,78        |             |             |
| 7                    | Françoise Descamps-Crosnier |             | PS          | 4 165        | 24,78        |             |             |
| 8                    | Pierre Bédier*              |             | UMP         | 5 886        | 35,01        | 11 254      | 66,61       |
| 8                    | Marie-Célie Guillaume       |             | UDI         | 5 886        | 35,01        | 11 254      | 66,61       |
|                      |                             |             |             |              |              |             |             |
| Inscrits             | Inscrits                    | Inscrits    | Inscrits    | 43 241       | 100,00       | 43 238      | 100,00      |
| Abstentions          | Abstentions                 | Abstentions | Abstentions | 25 409       | 58,76        | 24 262      | 56,11       |
| Votants              | Votants                     | Votants     | Votants     | 17 832       | 41,24        | 18 976      | 43,89       |
| Blancs               | Blancs                      | Blancs      | Blancs      | 563          | 3,16         | 1 560       | 8,22        |
| Nuls                 | Nuls                        | Nuls        | Nuls        | 458          | 2,57         | 520         | 2,74        |
| Exprimés             | Exprimés                    | Exprimés    | Exprimés    | 16 811       | 94,27        | 16 896      | 89,04       |
| * conseiller sortant |                             |             |             |              |              |             |             |

### Canton de Maurepas
| Candidats            | Candidats         | Partis      | Partis      | Premier tour | Premier tour | Second tour | Second tour |
| Candidats            | Candidats         | Partis      | Partis      | Voix         | %            | Voix        | %           |
| -------------------- | ----------------- | ----------- | ----------- | ------------ | ------------ | ----------- | ----------- |
| 1                    | Sophie Brault     |             | SE          | 2 680        | 10,59        |             |             |
| 1                    | Michel Chappat    |             | SE          | 2 680        | 10,59        |             |             |
| 2                    | Brigitte Bouchet  |             | DVG         | 2 183        | 8,63         |             |             |
| 2                    | Alain Fevrier     |             | DVG         | 2 183        | 8,63         |             |             |
| 3                    | Isabelle Reffet   |             | FN          | 4 400        | 17,39        |             |             |
| 3                    | Vincent Texier    |             | FN          | 4 400        | 17,39        |             |             |
| 4                    | Christine Mercier |             | PS          | 5 635        | 22,27        | 8 480       | 37,36       |
| 4                    | Ismaïla Wane*     |             | PS          | 5 635        | 22,27        | 8 480       | 37,36       |
| 5                    | Alexandra Rosetti |             | UDI         | 10 403       | 41,12        | 14 218      | 62,64       |
| 5                    | Yves Vandewalle   |             | UMP         | 10 403       | 41,12        | 14 218      | 62,64       |
|                      |                   |             |             |              |              |             |             |
| Inscrits             | Inscrits          | Inscrits    | Inscrits    | 54 162       | 100,00       | 54 161      | 100,00      |
| Abstentions          | Abstentions       | Abstentions | Abstentions | 28 050       | 51,79        | 29 772      | 54,97       |
| Votants              | Votants           | Votants     | Votants     | 26 112       | 48,21        | 24 389      | 45,03       |
| Blancs               | Blancs            | Blancs      | Blancs      | 601          | 2,3          | 1 094       | 4,49        |
| Nuls                 | Nuls              | Nuls        | Nuls        | 210          | 0,8          | 597         | 2,45        |
| Exprimés             | Exprimés          | Exprimés    | Exprimés    | 25 301       | 96,89        | 22 698      | 93,07       |
| * conseiller sortant |                   |             |             |              |              |             |             |

### Canton de Montigny-le-Bretonneux
| Candidats            | Candidats               | Partis      | Partis      | Premier tour | Premier tour | Second tour | Second tour |
| Candidats            | Candidats               | Partis      | Partis      | Voix         | %            | Voix        | %           |
| -------------------- | ----------------------- | ----------- | ----------- | ------------ | ------------ | ----------- | ----------- |
| 1                    | Sylvain Grison          |             | FN          | 2 710        | 14,30        |             |             |
| 1                    | Eugénie Lavigne         |             | FN          | 2 710        | 14,30        |             |             |
| 2                    | Michel Laugier          |             | UDI         | 7 705        | 40,65        | 9 340       | 53,48       |
| 2                    | Laurence Trochu         |             | UMP         | 7 705        | 40,65        | 9 340       | 53,48       |
| 3                    | François Deligne*       |             | PS          | 6 811        | 35,93        | 8 123       | 46,52       |
| 3                    | Sandrine Grandgambe     |             | PS          | 6 811        | 35,93        | 8 123       | 46,52       |
| 4                    | Émilie Germain-Vedrenne |             | FG          | 1 730        | 9,13         |             |             |
| 4                    | Olivier Pareja          |             | EÉLV        | 1 730        | 9,13         |             |             |
|                      |                         |             |             |              |              |             |             |
| Inscrits             | Inscrits                | Inscrits    | Inscrits    | 42 648       | 100,00       | 42 649      | 100,00      |
| Abstentions          | Abstentions             | Abstentions | Abstentions | 23 182       | 54,36        | 24 388      | 57,18       |
| Votants              | Votants                 | Votants     | Votants     | 19 466       | 45,64        | 18 261      | 42,82       |
| Blancs               | Blancs                  | Blancs      | Blancs      | 363          | 1,86         | 557         | 3,05        |
| Nuls                 | Nuls                    | Nuls        | Nuls        | 147          | 0,76         | 241         | 1,32        |
| Exprimés             | Exprimés                | Exprimés    | Exprimés    | 18 956       | 97,38        | 17 463      | 95,63       |
| * conseiller sortant |                         |             |             |              |              |             |             |

### Canton des Mureaux
| Candidats            | Candidats             | Partis      | Partis      | Premier tour | Premier tour | Second tour | Second tour |
| Candidats            | Candidats             | Partis      | Partis      | Voix         | %            | Voix        | %           |
| -------------------- | --------------------- | ----------- | ----------- | ------------ | ------------ | ----------- | ----------- |
| 1                    | Cirila Jond-Nécand    |             | PS          | 3 021        | 25,82        |             |             |
| 1                    | Michel Vignier*       |             | PS          | 3 021        | 25,82        |             |             |
| 2                    | Michel Mallet         |             | DVG         | 1 254        | 10,72        |             |             |
| 2                    | Anne-Marie Rochon     |             | DVG         | 1 254        | 10,72        |             |             |
| 3                    | Yann Scotte           |             | UMP         | 3 057        | 26,12        | 7 527       | 66,45       |
| 3                    | Cécile Zammit-Popescu |             | UMP         | 3 057        | 26,12        | 7 527       | 66,45       |
| 4                    | Pierre Chassin        |             | FN          | 3 381        | 28,89        | 3 801       | 33,55       |
| 4                    | Denise Heuze          |             | FN          | 3 381        | 28,89        | 3 801       | 33,55       |
| 5                    | Sonia Cetoute         |             | FG          | 989          | 8,45         |             |             |
| 5                    | Thibaud de Fleury     |             | FG          | 989          | 8,45         |             |             |
|                      |                       |             |             |              |              |             |             |
| Inscrits             | Inscrits              | Inscrits    | Inscrits    | 32 291       | 100,00       | 32 291      | 100,00      |
| Abstentions          | Abstentions           | Abstentions | Abstentions | 20 123       | 62,32        | 19 714      | 61,05       |
| Votants              | Votants               | Votants     | Votants     | 12 168       | 37,68        | 12 577      | 38,95       |
| Blancs               | Blancs                | Blancs      | Blancs      | 351          | 2,88         | 937         | 7,45        |
| Nuls                 | Nuls                  | Nuls        | Nuls        | 115          | 0,95         | 312         | 2,48        |
| Exprimés             | Exprimés              | Exprimés    | Exprimés    | 11 702       | 96,17        | 11 328      | 90,07       |
| * conseiller sortant |                       |             |             |              |              |             |             |

### Canton de Plaisir
| Candidats   | Candidats                     | Partis      | Partis      | Premier tour | Premier tour | Second tour | Second tour |
| Candidats   | Candidats                     | Partis      | Partis      | Voix         | %            | Voix        | %           |
| ----------- | ----------------------------- | ----------- | ----------- | ------------ | ------------ | ----------- | ----------- |
| 1           | Patricia Charton              |             | EÉLV        | 1 520        | 9,56         |             |             |
| 1           | Gérard Levy                   |             | EÉLV        | 1 520        | 9,56         |             |             |
| 2           | Estelle de Oliveira-Fernandes |             | FN          | 3 235        | 20,35        |             |             |
| 2           | Éric Jegou                    |             | FN          | 3 235        | 20,35        |             |             |
| 3           | Fabien Metais                 |             | DLF         | 623          | 3,92         |             |             |
| 3           | Pascale Michard               |             | DLF         | 623          | 3,92         |             |             |
| 4           | Frédérique Evrard             |             | PS          | 3 740        | 23,53        | 5 826       | 41,37       |
| 4           | Nicolas Hue                   |             | PS          | 3 740        | 23,53        | 5 826       | 41,37       |
| 5           | Bertrand Coquard              |             | UDI         | 5 848        | 36,79        | 8 256       | 58,63       |
| 5           | Joséphine Kollmannsberger     |             | UMP         | 5 848        | 36,79        | 8 256       | 58,63       |
| 6           | Maryse Mezières               |             | FG          | 928          | 5,84         |             |             |
| 6           | Djamel Niati                  |             | FG          | 928          | 5,84         |             |             |
|             |                               |             |             |              |              |             |             |
| Inscrits    | Inscrits                      | Inscrits    | Inscrits    | 37 196       | 100,00       | 37 191      | 100,00      |
| Abstentions | Abstentions                   | Abstentions | Abstentions | 20 740       | 55,76        | 21 891      | 58,86       |
| Votants     | Votants                       | Votants     | Votants     | 16 456       | 44,24        | 15 300      | 41,14       |
| Blancs      | Blancs                        | Blancs      | Blancs      | 421          | 2,56         | 843         | 5,51        |
| Nuls        | Nuls                          | Nuls        | Nuls        | 141          | 0,86         | 375         | 2,45        |
| Exprimés    | Exprimés                      | Exprimés    | Exprimés    | 15 894       | 96,58        | 14 082      | 92,04       |

### Canton de Poissy
| Candidats            | Candidats              | Partis      | Partis      | Premier tour | Premier tour | Second tour | Second tour |
| Candidats            | Candidats              | Partis      | Partis      | Voix         | %            | Voix        | %           |
| -------------------- | ---------------------- | ----------- | ----------- | ------------ | ------------ | ----------- | ----------- |
| 1                    | Jérôme d'Halluin       |             | FN          | 3 236        | 18,99        | 3 391       | 21,74       |
| 1                    | Sophie Terrier-Nicolle |             | FN          | 3 236        | 18,99        | 3 391       | 21,74       |
| 2                    | Karl Olive*            |             | UMP         | 8 011        | 47,02        | 12 209      | 78,26       |
| 2                    | Élodie Sornay          |             | UMP         | 8 011        | 47,02        | 12 209      | 78,26       |
| 3                    | Mohamed Hassani        |             | PS          | 3 165        | 18,58        |             |             |
| 3                    | Anne-Marie Vinay       |             | PS          | 3 165        | 18,58        |             |             |
| 4                    | Manuel Calabro         |             | EÉLV        | 2 241        | 13,15        |             |             |
| 4                    | Jennifer Mercier       |             | FG          | 2 241        | 13,15        |             |             |
| 5                    | Souad Debache          |             | DLF         | 384          | 2,25         |             |             |
| 5                    | Daniel Debus           |             | DLF         | 384          | 2,25         |             |             |
|                      |                        |             |             |              |              |             |             |
| Inscrits             | Inscrits               | Inscrits    | Inscrits    | 43 654       | 100,00       | 43 654      | 100,00      |
| Abstentions          | Abstentions            | Abstentions | Abstentions | 26 020       | 59,61        | 26 339      | 60,34       |
| Votants              | Votants                | Votants     | Votants     | 17 634       | 40,39        | 17 315      | 39,66       |
| Blancs               | Blancs                 | Blancs      | Blancs      | 405          | 2,3          | 1 261       | 7,28        |
| Nuls                 | Nuls                   | Nuls        | Nuls        | 192          | 1,09         | 454         | 2,62        |
| Exprimés             | Exprimés               | Exprimés    | Exprimés    | 17 037       | 96,61        | 15 600      | 90,1        |
| * conseiller sortant |                        |             |             |              |              |             |             |

### Canton de Rambouillet
| Candidats   | Candidats          | Partis      | Partis      | Premier tour | Premier tour | Second tour | Second tour |
| Candidats   | Candidats          | Partis      | Partis      | Voix         | %            | Voix        | %           |
| ----------- | ------------------ | ----------- | ----------- | ------------ | ------------ | ----------- | ----------- |
| 1           | Sophie Marchand    |             | NC          | 3 034        | 11,08        |             |             |
| 1           | Jean-Luc Trotignon |             | NC          | 3 034        | 11,08        |             |             |
| 2           | Agnès de Lacoste   |             | FN          | 6 902        | 25,21        | 7 556       | 32,75       |
| 2           | Boris Robert       |             | FN          | 6 902        | 25,21        | 7 556       | 32,75       |
| 3           | Georges Bénizé     |             | UMP         | 8 059        | 29,43        | 15 518      | 67,25       |
| 3           | Christine Boutin   |             | PCD         | 8 059        | 29,43        | 15 518      | 67,25       |
| 4           | David Jutier       |             | DVG         | 3 467        | 12,66        |             |             |
| 4           | Claire Vignaud     |             | DVG         | 3 467        | 12,66        |             |             |
| 5           | Jean-Claude Husson |             | PS          | 5 917        | 21,61        |             |             |
| 5           | Diane Lacouture    |             | PS          | 5 917        | 21,61        |             |             |
|             |                    |             |             |              |              |             |             |
| Inscrits    | Inscrits           | Inscrits    | Inscrits    | 56 444       | 100,00       | 56 442      | 100,00      |
| Abstentions | Abstentions        | Abstentions | Abstentions | 27 828       | 49,3         | 28 778      | 50,99       |
| Votants     | Votants            | Votants     | Votants     | 28 616       | 50,7         | 27 664      | 49,01       |
| Blancs      | Blancs             | Blancs      | Blancs      | 970          | 3,39         | 3 666       | 13,25       |
| Nuls        | Nuls               | Nuls        | Nuls        | 267          | 0,93         | 924         | 3,34        |
| Exprimés    | Exprimés           | Exprimés    | Exprimés    | 27 379       | 95,68        | 23 074      | 83,41       |

### Canton de Saint-Cyr-l'École
| Candidats            | Candidats                | Partis      | Partis      | Premier tour | Premier tour | Second tour | Second tour |
| Candidats            | Candidats                | Partis      | Partis      | Voix         | %            | Voix        | %           |
| -------------------- | ------------------------ | ----------- | ----------- | ------------ | ------------ | ----------- | ----------- |
| 1                    | Julien Grim              |             | FN          | 3 260        | 19,89        |             |             |
| 1                    | Perrine Jeunieaux        |             | FN          | 3 260        | 19,89        |             |             |
| 2                    | Fabienne Gelgon-Bilbault |             | PS          | 4 000        | 24,40        | 5 810       | 40,34       |
| 2                    | Jean-Philippe Mallé*     |             | PS          | 4 000        | 24,40        | 5 810       | 40,34       |
| 3                    | Philippe Benassaya       |             | UMP         | 6 422        | 39,18        | 8 591       | 59,66       |
| 3                    | Sonia Brau               |             | UDI         | 6 422        | 39,18        | 8 591       | 59,66       |
| 4                    | Sylvia Cantaluppi        |             | DLF         | 737          | 4,50         |             |             |
| 4                    | Christophe Pytel         |             | DLF         | 737          | 4,50         |             |             |
| 5                    | Dalila Boudraï           |             | FG          | 1 972        | 12,03        |             |             |
| 5                    | Jean-Yves Maximilien     |             | FG          | 1 972        | 12,03        |             |             |
|                      |                          |             |             |              |              |             |             |
| Inscrits             | Inscrits                 | Inscrits    | Inscrits    | 36 977       | 100,00       | 36 972      | 100,00      |
| Abstentions          | Abstentions              | Abstentions | Abstentions | 20 023       | 54,15        | 21 399      | 57,88       |
| Votants              | Votants                  | Votants     | Votants     | 16 954       | 45,85        | 15 573      | 42,12       |
| Blancs               | Blancs                   | Blancs      | Blancs      | 428          | 2,52         | 796         | 5,11        |
| Nuls                 | Nuls                     | Nuls        | Nuls        | 135          | 0,8          | 376         | 2,41        |
| Exprimés             | Exprimés                 | Exprimés    | Exprimés    | 16 391       | 96,68        | 14 401      | 92,47       |
| * conseiller sortant |                          |             |             |              |              |             |             |

### Canton de Saint-Germain-en-Laye
| Candidats   | Candidats           | Partis      | Partis      | Premier tour | Premier tour | Second tour | Second tour |
| Candidats   | Candidats           | Partis      | Partis      | Voix         | %            | Voix        | %           |
| ----------- | ------------------- | ----------- | ----------- | ------------ | ------------ | ----------- | ----------- |
| 1           | Dimitri Debord      |             | FG          | 893          | 3,92         |             |             |
| 1           | Blandine Rhone      |             | FG          | 893          | 3,92         |             |             |
| 2           | Julien Gourdel      |             | DLF         | 1 574        | 6,91         |             |             |
| 2           | Jennifer Neant      |             | DLF         | 1 574        | 6,91         |             |             |
| 3           | Élisabeth Guyard    |             | UMP         | 11 993       | 52,66        | 14 148      | 73,16       |
| 3           | Philippe Pivert     |             | UDI         | 11 993       | 52,66        | 14 148      | 73,16       |
| 4           | Thibaud Eychenne    |             | PS          | 4 498        | 19,75        | 5 190       | 26,84       |
| 4           | Angéline Silly      |             | PS          | 4 498        | 19,75        | 5 190       | 26,84       |
| 5           | Didier Rouxel       |             | FN          | 3 816        | 16,76        |             |             |
| 5           | Laurence Toulemonde |             | FN          | 3 816        | 16,76        |             |             |
|             |                     |             |             |              |              |             |             |
| Inscrits    | Inscrits            | Inscrits    | Inscrits    | 53 584       | 100,00       | 53 576      | 100,00      |
| Abstentions | Abstentions         | Abstentions | Abstentions | 30 077       | 56,13        | 32 928      | 61,46       |
| Votants     | Votants             | Votants     | Votants     | 23 507       | 43,87        | 20 648      | 38,54       |
| Blancs      | Blancs              | Blancs      | Blancs      | 533          | 2,27         | 901         | 4,36        |
| Nuls        | Nuls                | Nuls        | Nuls        | 200          | 0,85         | 409         | 1,98        |
| Exprimés    | Exprimés            | Exprimés    | Exprimés    | 22 774       | 96,88        | 19 338      | 93,66       |

### Canton de Sartrouville
| Candidats            | Candidats                | Partis      | Partis      | Premier tour | Premier tour | Second tour | Second tour |
| Candidats            | Candidats                | Partis      | Partis      | Voix         | %            | Voix        | %           |
| -------------------- | ------------------------ | ----------- | ----------- | ------------ | ------------ | ----------- | ----------- |
| 1                    | Pierre Fond*             |             | UMP         | 12 016       | 55,74        | 13 669      | 72,11       |
| 1                    | Janick Gehin             |             | UMP         | 12 016       | 55,74        | 13 669      | 72,11       |
| 2                    | Kamelia Ignatov          |             | FN          | 3 232        | 14,99        |             |             |
| 2                    | Didier Palix             |             | FN          | 3 232        | 14,99        |             |             |
| 3                    | Roger Audroin            |             | FG          | 981          | 4,55         |             |             |
| 3                    | Michèle Vazeille         |             | FG          | 981          | 4,55         |             |             |
| 4                    | Bruno Bordier            |             | EÉLV        | 1 604        | 7,44         |             |             |
| 4                    | Dominique Luangpraseuth  |             | EÉLV        | 1 604        | 7,44         |             |             |
| 5                    | Isabelle Amaglio-Térisse |             | PRG         | 3 726        | 17,28        | 5 288       | 27,89       |
| 5                    | Yoann Matot              |             | PS          | 3 726        | 17,28        | 5 288       | 27,89       |
|                      |                          |             |             |              |              |             |             |
| Inscrits             | Inscrits                 | Inscrits    | Inscrits    | 51 177       | 100,00       | 51 177      | 100,00      |
| Abstentions          | Abstentions              | Abstentions | Abstentions | 29 079       | 56,82        | 31 270      | 61,1        |
| Votants              | Votants                  | Votants     | Votants     | 22 098       | 43,18        | 19 907      | 38,9        |
| Blancs               | Blancs                   | Blancs      | Blancs      | 347          | 1,57         | 627         | 3,15        |
| Nuls                 | Nuls                     | Nuls        | Nuls        | 192          | 0,87         | 323         | 1,62        |
| Exprimés             | Exprimés                 | Exprimés    | Exprimés    | 21 559       | 97,56        | 18 957      | 95,23       |
| * conseiller sortant |                          |             |             |              |              |             |             |

### Canton de Trappes
| Candidats            | Candidats            | Partis      | Partis      | Premier tour | Premier tour | Second tour | Second tour |
| Candidats            | Candidats            | Partis      | Partis      | Voix         | %            | Voix        | %           |
| -------------------- | -------------------- | ----------- | ----------- | ------------ | ------------ | ----------- | ----------- |
| 1                    | Alain Hajjaj         |             | PS          | 3 601        | 29,88        | 5 427       | 46,87       |
| 1                    | Jeanine Mary*        |             | PS          | 3 601        | 29,88        | 5 427       | 46,87       |
| 2                    | Anne Capiaux         |             | UMP         | 4 619        | 38,33        | 6 153       | 53,13       |
| 2                    | Jean-Michel Fourgous |             | UMP         | 4 619        | 38,33        | 6 153       | 53,13       |
| 3                    | Marie Beau           |             | FN          | 1 954        | 16,21        |             |             |
| 3                    | Nicolas Boher        |             | FN          | 1 954        | 16,21        |             |             |
| 4                    | Slimane Bousanna     |             | SE          | 543          | 4,51         |             |             |
| 4                    | Karima Lassoued      |             | SE          | 543          | 4,51         |             |             |
| 5                    | Eszter Laffitte      |             | DVG         | 1 334        | 11,07        |             |             |
| 5                    | Luc Miserey          |             | DVG         | 1 334        | 11,07        |             |             |
|                      |                      |             |             |              |              |             |             |
| Inscrits             | Inscrits             | Inscrits    | Inscrits    | 33 973       | 100,00       | 33 972      | 100,00      |
| Abstentions          | Abstentions          | Abstentions | Abstentions | 21 456       | 63,16        | 21 555      | 63,45       |
| Votants              | Votants              | Votants     | Votants     | 12 517       | 36,84        | 12 417      | 36,55       |
| Blancs               | Blancs               | Blancs      | Blancs      | 297          | 2,37         | 537         | 4,32        |
| Nuls                 | Nuls                 | Nuls        | Nuls        | 169          | 1,35         | 300         | 2,42        |
| Exprimés             | Exprimés             | Exprimés    | Exprimés    | 12 051       | 96,28        | 11 580      | 93,26       |
| * conseiller sortant |                      |             |             |              |              |             |             |

### Canton de Verneuil-sur-Seine
| Candidats   | Candidats             | Partis      | Partis      | Premier tour | Premier tour | Second tour | Second tour |
| Candidats   | Candidats             | Partis      | Partis      | Voix         | %            | Voix        | %           |
| ----------- | --------------------- | ----------- | ----------- | ------------ | ------------ | ----------- | ----------- |
| 1           | Julie Herfort         |             | DVD         | 1 261        | 5,59         |             |             |
| 1           | Guillaume Sebileau    |             | DVD         | 1 261        | 5,59         |             |             |
| 2           | Camille Bihar         |             | PLD         | 1 180        | 5,23         |             |             |
| 2           | Ludovic Lea           |             | PLD         | 1 180        | 5,23         |             |             |
| 3           | Hélène Brioix-Feuchet |             | UMP         | 8 871        | 39,32        | 16 220      | 76,68       |
| 3           | Jean-François Raynal  |             | UMP         | 8 871        | 39,32        | 16 220      | 76,68       |
| 4           | Michel Aubert         |             | DVG         | 1 994        | 8,84         |             |             |
| 4           | Corinne Bonnafoux     |             | DVG         | 1 994        | 8,84         |             |             |
| 5           | Thibaud Arvengas      |             | DLF         | 1 018        | 4,51         |             |             |
| 5           | Sandrine Feraud       |             | DLF         | 1 018        | 4,51         |             |             |
| 6           | Michel Loubry         |             | PS          | 3 609        | 16,00        |             |             |
| 6           | Sylvie Yosef          |             | PS          | 3 609        | 16,00        |             |             |
| 7           | Jean-Luc Gallais      |             | FN          | 4 628        | 20,51        | 4 933       | 23,32       |
| 7           | Chantal Thibaut       |             | FN          | 4 628        | 20,51        | 4 933       | 23,32       |
|             |                       |             |             |              |              |             |             |
| Inscrits    | Inscrits              | Inscrits    | Inscrits    | 51 839       | 100,00       | 51 838      | 100,00      |
| Abstentions | Abstentions           | Abstentions | Abstentions | 28 592       | 55,16        | 28 798      | 55,55       |
| Votants     | Votants               | Votants     | Votants     | 23 247       | 44,84        | 23 040      | 44,45       |
| Blancs      | Blancs                | Blancs      | Blancs      | 527          | 2,27         | 1 430       | 6,21        |
| Nuls        | Nuls                  | Nuls        | Nuls        | 159          | 0,68         | 457         | 1,98        |
| Exprimés    | Exprimés              | Exprimés    | Exprimés    | 22 561       | 97,05        | 21 153      | 91,81       |

### Canton de Versailles-1
| Candidats   | Candidats              | Partis      | Partis      | Premier tour | Premier tour | Second tour | Second tour |
| Candidats   | Candidats              | Partis      | Partis      | Voix         | %            | Voix        | %           |
| ----------- | ---------------------- | ----------- | ----------- | ------------ | ------------ | ----------- | ----------- |
| 1           | Fulvia Allievi Dorosz  |             | DVG         | 1 742        | 8,35         |             |             |
| 1           | Éric Soubrane          |             | DVG         | 1 742        | 8,35         |             |             |
| 2           | Xavier Bloch           |             | PS          | 2 795        | 13,41        |             |             |
| 2           | Nadjat Soummar         |             | PS          | 2 795        | 13,41        |             |             |
| 3           | Claire Chagnaud-Forain |             | UMP         | 8 790        | 42,16        | 10 597      | 67,83       |
| 3           | Olivier de La Faire    |             | UMP         | 8 790        | 42,16        | 10 597      | 67,83       |
| 4           | Anne-Sophie Désir      |             | FN          | 3 702        | 17,76        |             |             |
| 4           | Thierry Perez          |             | FN          | 3 702        | 17,76        |             |             |
| 5           | Marie Seners           |             | DVD         | 3 821        | 18,33        | 5 026       | 32,17       |
| 5           | Bruno Vercken          |             | DVD         | 3 821        | 18,33        | 5 026       | 32,17       |
|             |                        |             |             |              |              |             |             |
| Inscrits    | Inscrits               | Inscrits    | Inscrits    | 44 311       | 100,00       | 44 313      | 100,00      |
| Abstentions | Abstentions            | Abstentions | Abstentions | 22 926       | 51,74        | 26 953      | 60,82       |
| Votants     | Votants                | Votants     | Votants     | 21 385       | 48,26        | 17 360      | 39,18       |
| Blancs      | Blancs                 | Blancs      | Blancs      | 364          | 1,7          | 1 313       | 7,56        |
| Nuls        | Nuls                   | Nuls        | Nuls        | 171          | 0,8          | 424         | 2,44        |
| Exprimés    | Exprimés               | Exprimés    | Exprimés    | 20 850       | 97,5         | 15 623      | 89,99       |

### Canton de Versailles-2
| Candidats            | Candidats            | Partis      | Partis      | Premier tour | Premier tour | Second tour | Second tour |
| Candidats            | Candidats            | Partis      | Partis      | Voix         | %            | Voix        | %           |
| -------------------- | -------------------- | ----------- | ----------- | ------------ | ------------ | ----------- | ----------- |
| 1                    | Yasmine Benzelmat    |             | FN          | 4 062        | 16,95        |             |             |
| 1                    | Vincent Collo        |             | FN          | 4 062        | 16,95        |             |             |
| 2                    | Marie-Hélène Aubert* |             | DVD         | 10 005       | 41,76        | 14 055      | 68,44       |
| 2                    | Olivier Lebrun       |             | UMP         | 10 005       | 41,76        | 14 055      | 68,44       |
| 3                    | Renaud Anzieu        |             | EÉLV        | 2 099        | 8,76         |             |             |
| 3                    | Leah Goldfarb        |             | EÉLV        | 2 099        | 8,76         |             |             |
| 4                    | Amroze Adjuward      |             | PS          | 4 461        | 18,62        | 6 481       | 31,56       |
| 4                    | Catherine Nicolas    |             | PS          | 4 461        | 18,62        | 6 481       | 31,56       |
| 5                    | Delphine Beaufils    |             | DVD         | 2 462        | 10,28        |             |             |
| 5                    | Benjamin La Combe    |             | DVD         | 2 462        | 10,28        |             |             |
| 6                    | Colette Gergen       |             | FG          | 872          | 3,64         |             |             |
| 6                    | Jean-Albert Guieysse |             | FG          | 872          | 3,64         |             |             |
|                      |                      |             |             |              |              |             |             |
| Inscrits             | Inscrits             | Inscrits    | Inscrits    | 49 820       | 100,00       | 49 820      | 100,00      |
| Abstentions          | Abstentions          | Abstentions | Abstentions | 25 177       | 50,54        | 27 797      | 55,79       |
| Votants              | Votants              | Votants     | Votants     | 24 643       | 49,46        | 22 023      | 44,21       |
| Blancs               | Blancs               | Blancs      | Blancs      | 471          | 1,91         | 982         | 4,46        |
| Nuls                 | Nuls                 | Nuls        | Nuls        | 211          | 0,86         | 505         | 2,29        |
| Exprimés             | Exprimés             | Exprimés    | Exprimés    | 23 961       | 97,23        | 20 536      | 93,25       |
| * conseiller sortant |                      |             |             |              |              |             |             |